# Louveigné
Louveigné is een plaats en deelgemeente van de Belgische gemeente Sprimont. Louveigné ligt in de provincie Luik en was tot 1 januari 1977 een zelfstandige gemeente.

## Demografische ontwikkeling
- Bronnen:NIS, Opm:1831 tot en met 1970=volkstellingen, 1976= inwoneraantal op 31 december

## Verkeer en vervoer
In Louveigné kruisen de N62 en de N666 elkaar. Aan de zuidkant van het dorp ligt ook de N678.

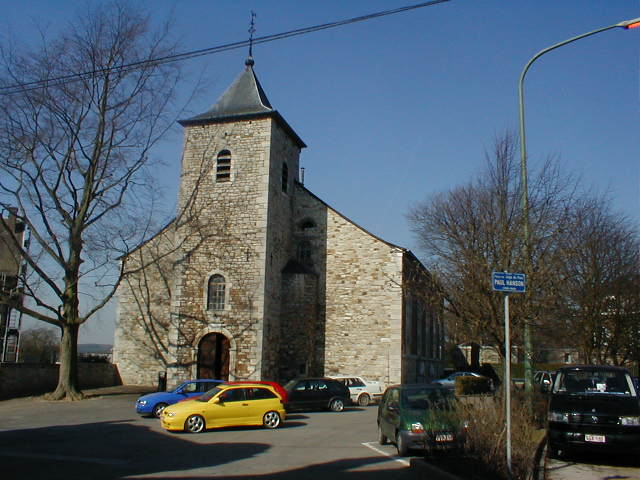
Sint-Remacluskerk in Louveigné

Deelgemeenten: Dolembreux · Gomzé-Andoumont · Louveigné · Rouvreux · Sprimont

Overige kernen: Andoumont · Damré · Florzé · Gomzé · Lincé · Ogné · Presseux · Rivage

Belgische gemeenten · arrondissement Verviers · provincie Luik · Wallonië